# Fraimbois
Fraimbois est une commune française située dans le département de Meurthe-et-Moselle, en région Grand Est.

## Géographie
| Hériménil   | Moncel-lès-Lunéville | Laronxe       |
|             | Fraimbois            | Saint-Clément |
| Gerbéviller |                      | Moyen         |

Fraimbois se situe à 10 km au Sud-Est de Lunéville et à 44 km de Nancy. La commune est desservie par deux routes départementales. La RD 148 qui relie Gerbéviller au sud-ouest et la RN 59 au nord-est ; la RD 98 qui relie Hériménil au nord. La commune voisine de Moyen est accessible par la route communale numéro 2.

### Hydrographie
La commune est dans le bassin versant du Rhin au sein du bassin Rhin-Meuse. Elle est drainée par la Meurthe, le ruisseau de Falenzay, le ruisseau de la Pointe des Gras, le ruisseau de l'Étang de la Reine, le ruisseau du Bois de la Taxonniere, le ruisseau le Laxat et divers bras du Paquis de la Grosse Cornee,.
La Meurthe, d'une longueur de 161 km, prend sa source dans la commune du Valtin et se jette  dans la Moselle à Pompey, après avoir traversé 53 communes. 

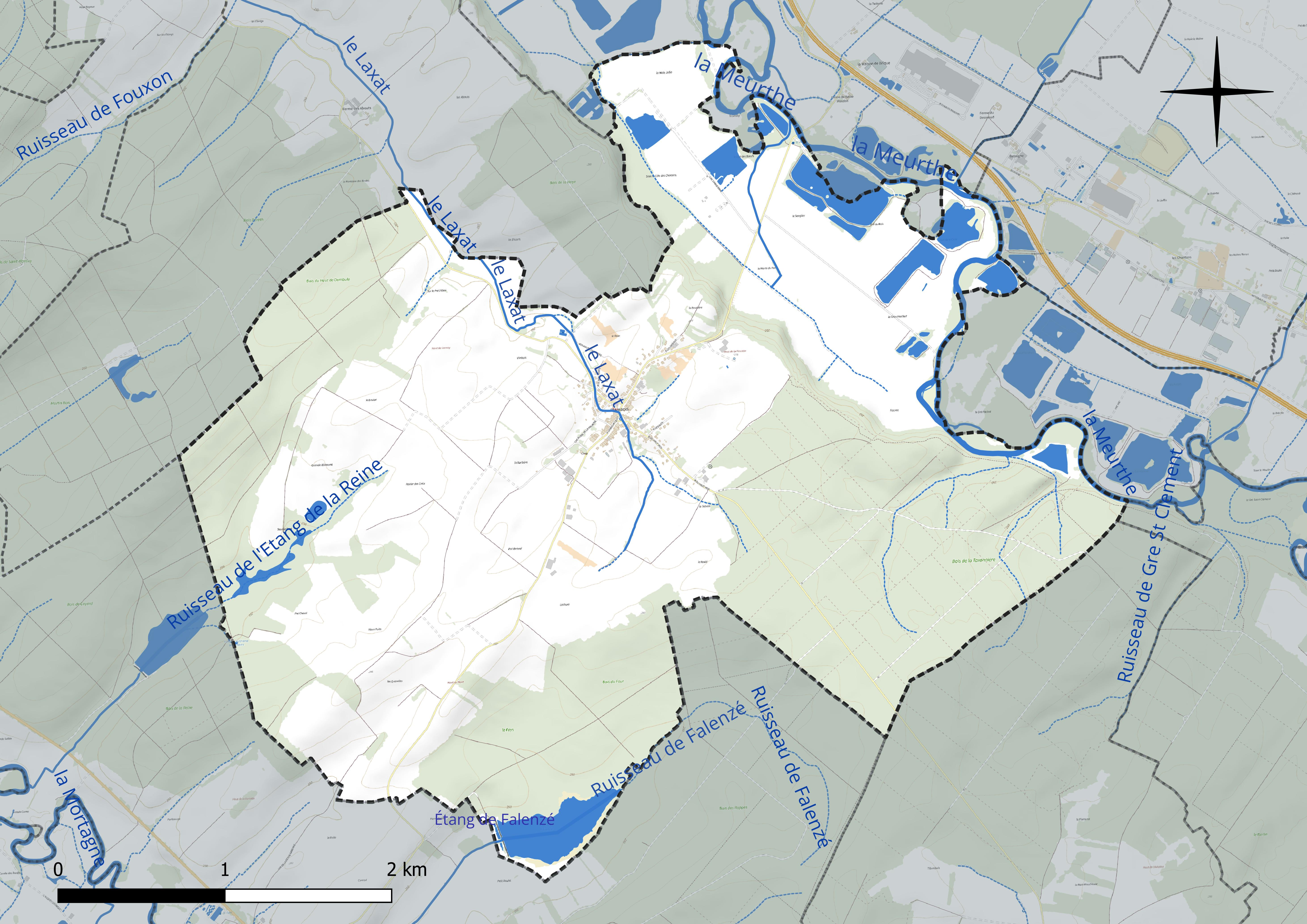
Réseau hydrographique de Fraimbois.

Un plan d'eau complète le réseau hydrographique : l'étang de Falenzé (15,5 ha),.

### Climat
Pour des articles plus généraux, voir Climat du Grand Est et Climat de Meurthe-et-Moselle.
En 2010, le climat de la commune est de type climat des marges montargnardes, selon une étude du Centre national de la recherche scientifique s'appuyant sur une série de données couvrant la période 1971-2000. En 2020, Météo-France publie une typologie des climats de la France métropolitaine dans laquelle la commune est exposée à un climat semi-continental et est dans la région climatique  Lorraine, plateau de Langres, Morvan, caractérisée par un hiver rude (1,5 °C), des vents modérés et des brouillards fréquents en automne et hiver. 
Pour la période 1971-2000, la température annuelle moyenne est de 9,6 °C, avec une amplitude thermique annuelle de 16,9 °C. Le cumul annuel moyen de précipitations est de 846 mm, avec 11,9 jours de précipitations en janvier et 9,8 jours en juillet. Pour la période 1991-2020, la température moyenne annuelle observée sur la station météorologique de Météo-France la plus proche, « Roville », sur la commune de Roville-aux-Chênes à 17 km à vol d'oiseau, est de 10,3 °C et le cumul annuel moyen de précipitations est de 833,3 mm. 
La température maximale relevée sur cette station est de 40 °C, atteinte le 25 juillet 2019 ; la température minimale est de −24,5 °C, atteinte le 2 janvier 1971,,. 
Les paramètres climatiques de la commune ont été estimés pour le milieu du siècle (2041-2070) selon différents scénarios d'émission de gaz à effet de serre à partir des nouvelles projections climatiques de référence DRIAS-2020. Ils sont consultables sur un site dédié publié par Météo-France en novembre 2022.

## Urbanisme

### Typologie
Au 1er janvier 2024, Fraimbois est catégorisée commune rurale à habitat dispersé, selon la nouvelle grille communale de densité à sept niveaux définie par l'Insee en 2022.
Elle est située hors unité urbaine. Par ailleurs la commune fait partie de l'aire d'attraction de Nancy, dont elle est une commune de la couronne,. Cette aire, qui regroupe 353 communes, est catégorisée dans les aires de 200 000 à moins de 700 000 habitants,.

### Occupation des sols
L'occupation des sols de la commune, telle qu'elle ressort de la base de données européenne d’occupation biophysique des sols Corine Land Cover (CLC), est marquée par l'importance des territoires agricoles (52,2 % en 2018), en augmentation par rapport à 1990 (50,9 %). La répartition détaillée en 2018 est la suivante : forêts (43,4 %), terres arables (36,6 %), zones agricoles hétérogènes (11 %), prairies (4,6 %), zones urbanisées (2,2 %), eaux continentales (2,2 %). L'évolution de l’occupation des sols de la commune et de ses infrastructures peut être observée sur les différentes représentations cartographiques du territoire : la carte de Cassini (XVIIIe siècle), la carte d'état-major (1820-1866) et les cartes ou photos aériennes de l'IGN pour la période actuelle (1950 à aujourd'hui).

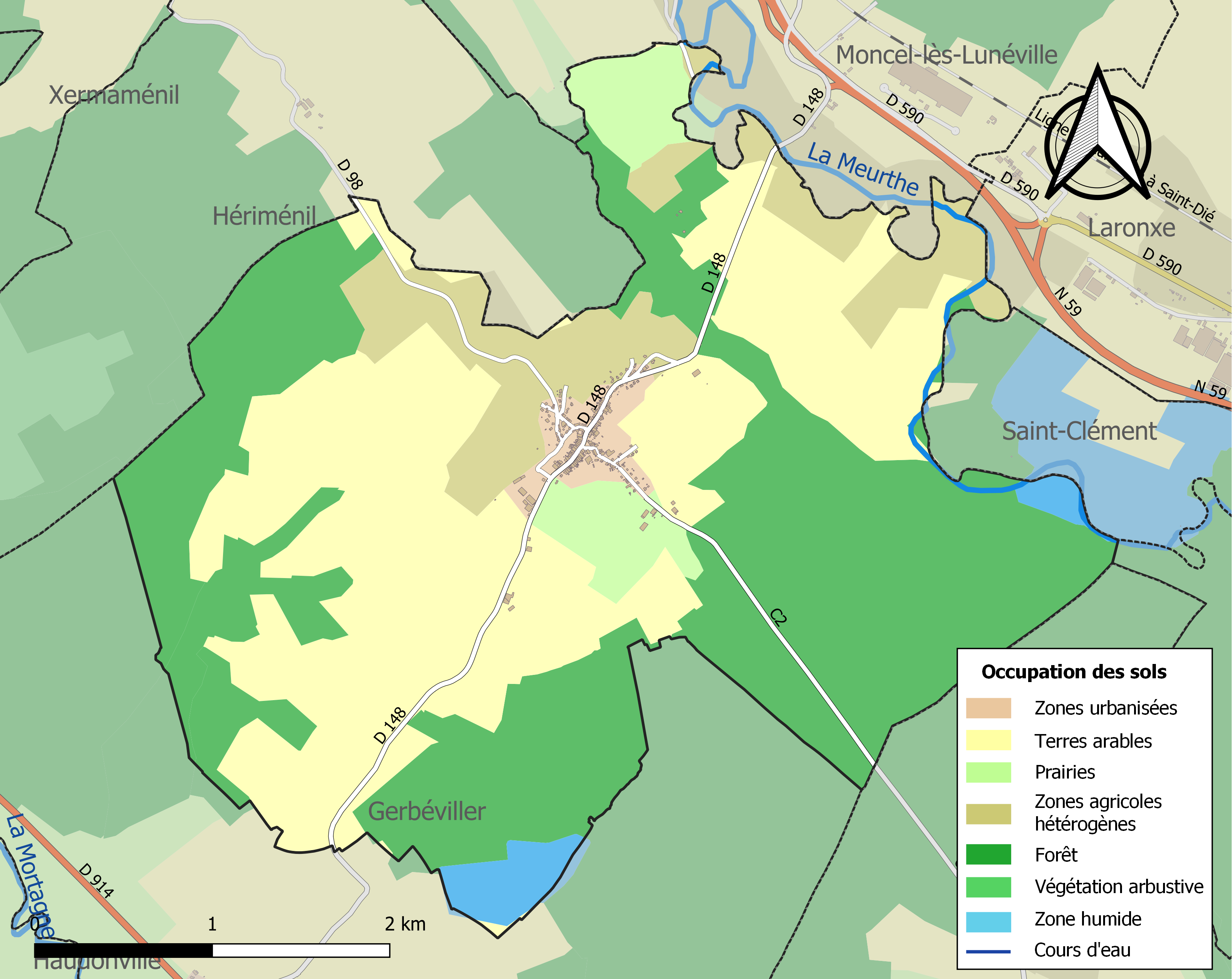
Carte des infrastructures et de l'occupation des sols de la commune en 2018 (CLC).

## Toponymie
Évolution du toponyme : Frembois en 1186, Frembosc en 1188, Frainboix en 1427.
Il s'agit d'une formation toponymique médiévale en -bosc, ancienne forme de bois, dont le premier élément Frem- représente un nom de personne germanique, Albert Dauzat considère que cet anthroponyme est composé de la racine Fram-. cf. Frambold, framée, etc.
Pour Jean Spaite, Fraimbois signifie « le bois de Framinus », nom d'un personnage mérovingien, suivant en cela l'hypothèse d'Ernest Nègre qui cite ce nom germanique sous la forme Framnus.

## Histoire

### Moyen Âge
Le premier écrit conservé parlant de Fraimbois date de 1186. Il s'agit d'une charte de Pierre de Brixey, évêque de Toul. Deux ans plus tard en 1188, Theodericus de Frambosc (Théodore de Fraimbois) est mentionné dans une autre charte de l'évêque de Toul. Isabelle de Bar engage ce qu'elle possède à Vaimbois et à Fraimbois en 1389.

### Ancien régime
Les habitants de Vaimbois et de Fraimbois font un accord à propos de la vaine pâture au bois de la Haye le 24 juillet 1551.
Les carmes déchaussés de Gerbéviller se font céder la chapelle Saint-Maurice et l'ermitage y attenant, sis sur le territoire de Fraimbois, en date du 16 octobre 1631.
Lors de la guerre de Trente Ans, en 1637, le village est presque totalement détruit par les Suédois. Une maison subsista. Elle était datée de 1587.
En 1650, on construit la première église dans Fraimbois avec les matériaux de la chapelle Saint-Maurice.
Le 25 avril 1699, les religieux de Beaupré abandonnent l'ermitage Saint-Maurice aux ermites de l'ordre de Saint-Antoine.
En 1710, Fraimbois se reconstruit lentement après les malheurs de la guerre de Trente Ans. Cette année là, le village compte seulement 71 habitants.
L'état du temporel des paroisses dit que Fraimbois fait partie du marquisat de Gerbéviller dont les officiers jugent les actions civiles et criminelles de première instance. Les appels sont traités par le bailliage de Nancy.
En 1719, l'église est rebâtie en l'élargissant de dix pieds et en l'allongeant de douze. Le chœur est entièrement refait.
En 1751, Fraimbois quitte le bailliage de Nancy pour venir dans celui de Lunéville. Le recensement de 1768 indique 120 feux (foyers) pour Fraimbois.

### Révolution française
Le 1er janvier 1790, l'abbé Joseph Pierson né le 9 février 1730 à Zincourt, "résigne sa cure" de Fraimbois et va se retirer à Châtel-sur-Moselle. Il en est expulsé en juillet 1792 comme "prêtre insermenté".
En prairial 1794, une délégation d'habitants va « hardiment » réclamer du sel à l'usine de Dieuze.

### Période moderne
En 1845, Fraimbois compte quinze hectares de vignes.
En 1872, Victor Blaise, habitant de Fraimbois ayant été blessé pendant la guerre de 1870 à Crésençay, est mentionné au tableau d'honneur des habitants de la Meurthe. Frédéric-Anatole Brégeot, caporal ; Aug. Demange ; Jos.-Aug. Vannat ; Auguste Demange, Caporal blessé et Chaton, autres habitants ayant combattu sont portés au tableau supplémentaire.
En 1884, les cloches de l'église sont refondues.

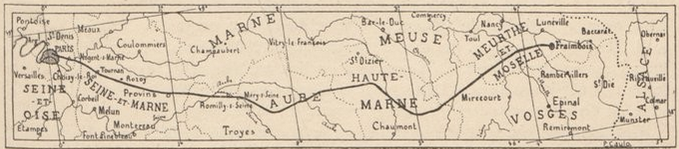
Carte traçant le parcours du ballon Sirius de la Villette à Fraimbois les 12-13 juin 1894.

Émoi à Fraimbois en 1894 : le 15 juin, le ballon, Sirius, gonflé au gaz et parti de l'usine de La Villette atterrit dans des conditions difficiles sur le territoire de la commune. Son équipage de trois personnes, parmi lesquels l'aéronaute Georges Besançon et son élève Maurice Farman, transis de froid ne furent pas blessés,,,. Le New-York Herald lui consacra un entrefilet. 
En 1919, les noms de plusieurs officiers allemands figurent sur la liste des personnes désignées pour être livrées par l'Allemagne pour avoir commis des atrocités sur des personnes civiles lors des crimes de Vennezey, Remenoville, Seranville, Giriviller, Crévic et Fraimbois.  Le témoignage du curé de Fraimbois de l'époque est accablant.
Le 23 juin 1929, Fraimbois inaugure en grande pompe son tout nouveau réseau électrique.
La plus vieille maison de Fraimbois encore debout en 2019 se trouve au 3, rue du Haut-Meix. Selon une monographie de 1888, cette maison avait une pierre sculptée à la date de 1587. On dit par ailleurs qu'il ne resta qu'une maison après la guerre de Trente Ans. Il s'agirait donc de celle-ci.

### Vaimbois
Au Moyen Âge, Il y avait un petit village nommé Vaimbois qui n'existe plus aujourd'hui. il fut détruit sous peine d'une trop forte épidémie de peste noire et de choléra. Les pierres de ce village auraient été utilisées pour reconstruire le village de Fraimbois.
Vaimbois n'était pas un village au sens où on l'entend aujourd'hui. Il s'agissait d'un écart figurant sur le même territoire que Fraimbois. Il n'y avait qu'une église pour les deux. On disait alors qu'ils formaient une même communauté. Il existait la même configuration tout près de là, à Remenoville avec son écart de Moranviller détruit et abandonné à la même période. Curiosité statistique, Vaimbois et Moranviller comptait chacun quarante feux (foyers) à la veille de leur disparition.

### Ancienne église et ermitage
il existait entre Fraimbois et Gerbéviller, une église qui servait de paroisse aux habitants de Fraimbois et à ceux de Vaimbois. Elle était sous l'invocation de saint Maurice. Un cimetière lui était accolé. Après que les services religieux eurent été transférés à Fraimbois, une chapelle fut érigée à cet endroit, toujours dédiée à saint Maurice. Cette chapelle et l'ermitage attenant dépendaient de la cure de Fraimbois. C'est le curé de Fraimbois qui nommait les ermites. L'édifice changea de statut en 1631. Il existe un acte de 1699 faisant référence à cet édifice qui a donc survécu à la guerre de Trente Ans mais qui a disparu ensuite. 

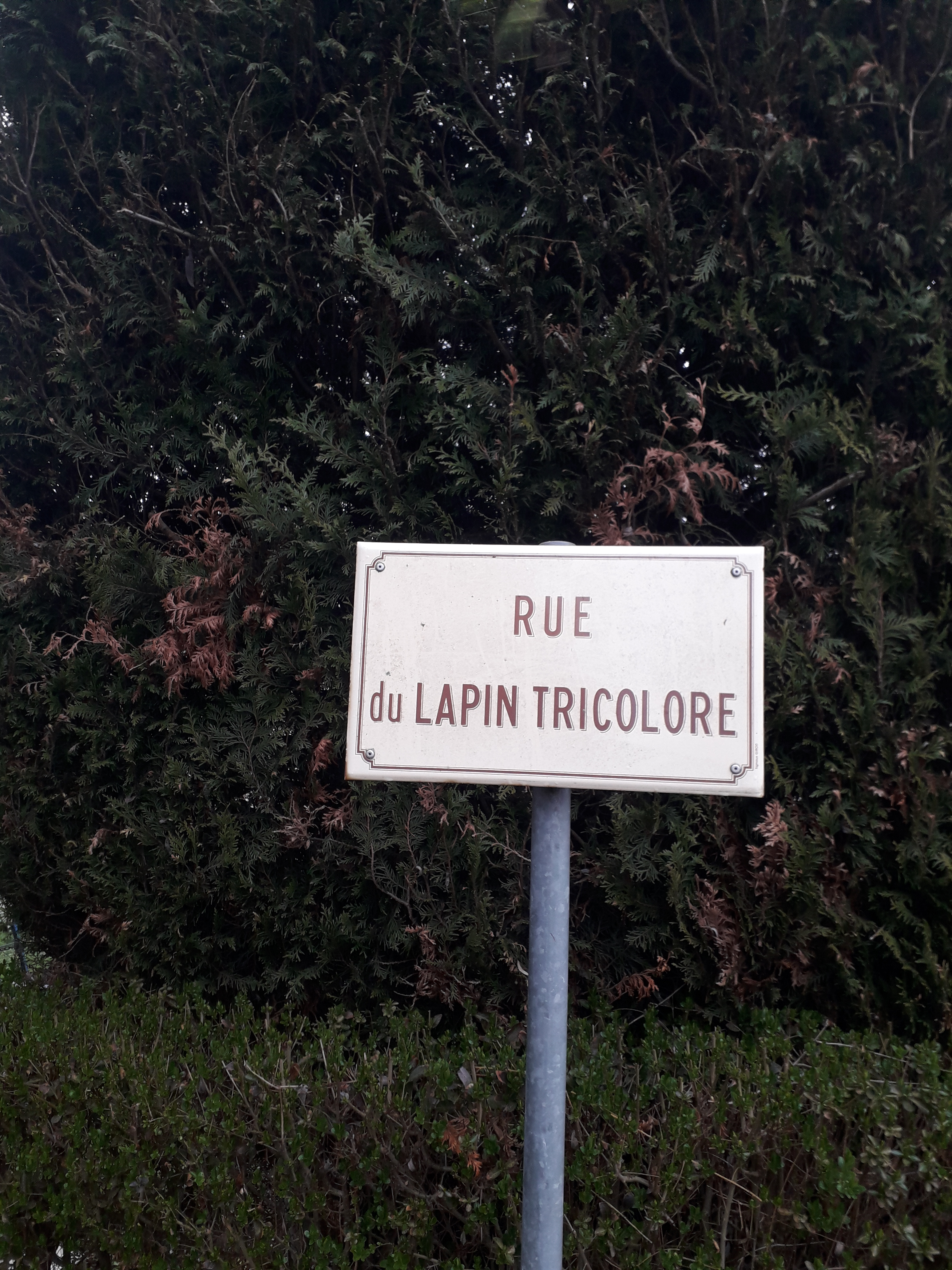

### Folklore
Les contes de Fraimbois : Ce village lorrain typique est célèbre pour les contes populaires qui ont pour cadre cette localité. Cela ne constitue pas une exception, au contraire. Un certain nombre de villages lorrains étaient la cible privilégiée de sobriquets et de quolibets émanant de leurs voisins. Jean Vartier les a surnommé « les villages du rire ». On trouve dans cette liste lorraine : Ville-En-Vermois, Laxou (avant qu'il ne devienne une ville), Crepey, Puxieux, Puzieux (Vosges), Puzieux (Moselle).
Le plus souvent, les habitants de ces communautés étaient surnommés "les fous" ou "les innocents". Ceux de Fraimbois eurent le privilège d'hériter des deux surnoms. Ville-en-Vermois est l'exception puisque ses habitants étaient surnommés « les fraimbois » ! Les habitants de Fraimbois étaient également surnommés "les foutues bêtes", ce qui a le même sens que les deux autres sobriquets.
On prêtait aux habitants de ces localités toutes sortes d'actions burlesques et de raisonnements absurdes.  A ce titre, Fraimbois a connu son heure de gloire grâce à un instituteur ayant exercé au village, Athanase Grandjacquot qui a publié « les contes de Fraimbois ». On suppose que  Fernand Rousselot, homme de lettres et auteur d'ouvrages en patois, a participé à cette réalisation puisque à cette époque, les deux hommes se retrouvaient très souvent dans un café de Lunéville, mais rien ne le prouve. Les deux compères ont, pour l'essentiel, adapté à Fraimbois des « fiauves » (mot lorrain qui signifie fable) qui circulaient depuis longtemps dans toute la Lorraine, et sans doute au-delà. Ces contes ont ensuite été imprimés sur des cartes postales qui ont connu un vif succès. C'est ainsi que Fraimbois est devenu célèbre à la fin du XIXe siècle.
Le village n'est cependant pas rancunier et a un sens certain de l'humour puisqu'une rue porte le nom de l'auteur, Athanase Grandjacquot ; une autre rue porte le joli nom de : « rue du Lapin-Tricolore », une troisième est nommée « rue Le Bon-Temps » et la salle polyvalente a été baptisée « La Guérite ». Ces trois derniers sont des titres de contes de Fraimbois.
Au-delà de l'aspect folklorique, ces contes constituent un intéressant matériau pour l'étude du lorrain roman de la fin du XIXe siècle. Le nombre d'écrits en patois de Lunéville étant assez limité, les contes de Fraimbois sont très appréciés par ceux qui s'intéressent à la langue régionale oubliée. Jean Lahner a publié en 1982 une étude sur les formes et les sens donnés au mot « Monsieur » dans ces contes.

## Politique et administration
| Période                                  | Période    | Identité             | Étiquette | Qualité                                                                        |
| ---------------------------------------- | ---------- | -------------------- | --------- | ------------------------------------------------------------------------------ |
| Les données manquantes sont à compléter. |            |                      |           |                                                                                |
| 1852                                     |            | Jean-Claude Aubertin |           | nommé par le préfet ; décret du prince-président du 7/7/1852                   |
| avant 1862                               | après 1866 | Grandjacquot         |           | décorés des palmes académiques en 1866 auteur officiel des contes de Fraimbois |
| avant 1872                               |            | Etienne              |           |                                                                                |
| avant 1882                               | 1888       | Liegey               |           |                                                                                |
| 1888                                     |            | Georgeat             |           |                                                                                |
|                                          | après 1911 | Liegey               |           |                                                                                |
| avant 1914                               |            | Louis Boulanger      |           |                                                                                |
| entre 1921 et 1926                       | avril 1940 | Adelin Thomas        |           | a été conseiller général décoré des palmes académiques en 1933                 |
|                                          |            |                      |           |                                                                                |
| 1953                                     | 1977       | Paul Deat            |           |                                                                                |
| 1986                                     | En cours   | François Genay,      |           |                                                                                |

## Population et société

### Démographie
L'évolution du nombre d'habitants est connue à travers les recensements de la population effectués dans la commune depuis 1793. Pour les communes de moins de 10 000 habitants, une enquête de recensement portant sur toute la population est réalisée tous les cinq ans, les populations de référence des années intermédiaires étant quant à elles estimées par interpolation ou extrapolation. Pour la commune, le premier recensement exhaustif entrant dans le cadre du nouveau dispositif a été réalisé en 2007.

En 2022, la commune comptait 363 habitants, en évolution de −5,96 % par rapport à 2016 (Meurthe-et-Moselle : −0,13 %, France hors Mayotte : +2,11 %).
| 1793 | 1800 | 1806 | 1821 | 1831 | 1836 | 1841 | 1846 | 1851 |
| ---- | ---- | ---- | ---- | ---- | ---- | ---- | ---- | ---- |
| 420  | 466  | 492  | 484  | 537  | 570  | 579  | 573  | 571  |

| 1856 | 1861 | 1872 | 1876 | 1881 | 1886 | 1891 | 1896 | 1901 |
| ---- | ---- | ---- | ---- | ---- | ---- | ---- | ---- | ---- |
| 501  | 536  | 512  | 475  | 490  | 453  | 436  | 426  | 396  |

| 1906 | 1911 | 1921 | 1926 | 1931 | 1936 | 1946 | 1954 | 1962 |
| ---- | ---- | ---- | ---- | ---- | ---- | ---- | ---- | ---- |
| 399  | 402  | 365  | 335  | 311  | 303  | 255  | 245  | 259  |

| 1968 | 1975 | 1982 | 1990 | 1999 | 2006 | 2007 | 2012 | 2017 |
| ---- | ---- | ---- | ---- | ---- | ---- | ---- | ---- | ---- |
| 237  | 244  | 266  | 273  | 279  | 320  | 326  | 366  | 386  |

| 2022 | - | - | - | - | - | - | - | - |
| ---- | - | - | - | - | - | - | - | - |
| 363  | - | - | - | - | - | - | - | - |

## Culture locale et patrimoine

### Lieux et monuments

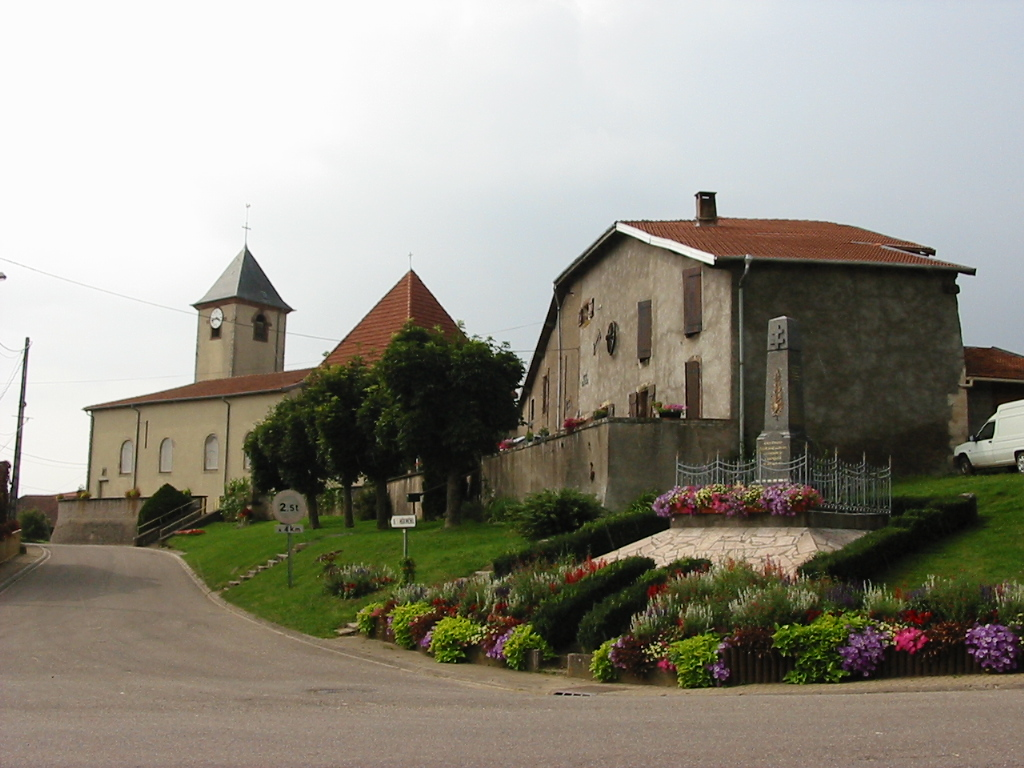
Église et monument aux morts.

- Église Saint-Maurice XIXe classique deux tableaux, sculpture de la dormition de la Vierge XVe ; tombe d'Athanase Grandjacquot, auteur des célèbres contes de Fraimbois.
- Chapelle Notre-Dame-de-Bonsecours, rue Grandjacquot.

### Personnalités liées à la commune
- Athanase Grandjacquot, auteur des Contes de Fraimbois et ancien instituteur de la commune. La rue principale porte son nom.

### Héraldique
| Blason de Fraimbois | Blason  | D’azur à la croix tréflée accostée à senestre d’une plume d’oie dans son encrier le tout d’or au chef de gueules chargé d’un alérion d’argent ; une divise ondée brochant sur la partition. |
| Blason de Fraimbois | Détails | La croix tréflée indique l’ancien ermitage de Saint-Maurice sur le territoire communal ; saint Maurice est également le second patron de l'ancienne paroisse de Fraimbois. La plume dans son encrier a servi à écrire les célèbres Contes de Fraimbois. Le ruisseau est symbolisé par la divise ondée. Le statut officiel du blason reste à déterminer. |